# Zahraniční výbor Poslanecké sněmovny Parlamentu České republiky
Zahraniční výbor Poslanecké sněmovny Parlamentu ČR je jedním z výborů, které si může Poslanecká sněmovna zřídit. V osmém volebním období 2017–2021 připadlo předsednictví ČSSD. Od prosince 2017 výbor vedl Lubomír Zaorálek. Poté, co se stal členem vlády, byl předsedou v říjnu 2019 zvolen  Ondřej Veselý.

## Předsedové výboru v historii

### Seznam předsedů
| Předseda            | Strana | Strana  | Doba vykonávání úřadu              | Foto |
| ------------------- | ------ | ------- | ---------------------------------- | ---- |
| Jiří Payne          |        | ODS     | 1993–1996                          |      |
| Vilém Holáň         |        | KDU-ČSL | 1996–1998                          |      |
| Lubomír Zaorálek    |        | ČSSD    | 1998–2002                          |      |
| Vladimír Laštůvka   |        | ČSSD    | 2002–2006                          |      |
| Jan Hamáček         |        | ČSSD    | 2006–2010                          |      |
| David Vodrážka      |        | ODS     | 2010–2013                          |      |
| Karel Schwarzenberg |        | TOP 09  | 2013–2017                          |      |
| Lubomír Zaorálek    |        | ČSSD    | 15. prosince 2017 – 27. srpna 2019 |      |
| Ondřej Veselý       |        | ČSSD    | 19. října 2019 – 21. října 2021    |      |
| Marek Ženíšek       |        | TOP 09  | 2021–dosud                         |      |

## Zahraniční výbor (24.11.2017 – 21.10.2021)

### Místopředsedové výboru
- Bc. Jaroslav Bžoch
- Mgr. Jiří Kobza
- Jan Lipavský
- Zuzana Majerová Zahradníková
- Karel Schwarzenberg

## Zahraniční výbor (27.11.2013 – 26.10.2017)

### Místopředsedové výboru
- Ing. René Číp
- Ing. Jana Fischerová CSc.
- MUDr. Pavel Holík
- Ing. Kateřina Konečná
- MgA. Martin Stropnický
- Ing. Pavel Šrámek MBA

## Zahraniční výbor (24.06.2010 – 28.08.2013)

### Místopředsedové výboru
- Ing. Lenka Andrýsová,
- PhDr. Robin Böhnisch
- Jan Hamáček
- Ing. Kateřina Konečná
- prof. MUDr. Rom Kostřica CSc.
- Mgr. David Šeich

## Zahraniční výbor (12.09.2006 – 03.06.2010)

### Místopředsedové výboru
- Ing. Tomáš Dub
- Ing. Kateřina Konečná
- JUDr. Cyril Svoboda
- Mgr. David Šeich
- PhDr. Karel Šplíchal

## Zahraniční výbor (16.07.2002 – 15.06.2006)

### Místopředsedové výboru
RNDr. Václav Exner CSc.,
RNDr. Vilém Holáň,
Jan Kavan,
Mgr. Helena Mallotová,
PhDr. Miloslav Ransdorf CSc.,
Dr. Libor Rouček,
Mgr. David Šeich,
Ing. Jan Zahradil

## Zahraniční výbor (22.07.1998 – 20.06.2002)

### Místopředsedové výboru
- RNDr. Jiří Payne
- PhDr. Miloslav Ransdorf CSc.
- Ing. Vlasta Štěpová CSc.
- Ing. Jan Zahradil

## Zahraniční výbor (02.07.1996 – 19.06.1998)

### Místopředsedové výboru
- Ing. Květoslava Kořínková CSc.
- RNDr. Michal Lobkowicz
- RNDr. Jiří Payne
- PhDr. Lubomír Zaorálek

## Zahraniční výbor (06.06.1992 – 06.06.1996)

### Místopředsedové výboru
Ing. Jan Decker CSc.